# Anoba mexicana
Anoba mexicana là một loài bướm đêm trong họ Erebidae.